# Marie Těšitelová
Marie Těšitelová (3. dubna 1921 Poličany – 30. října 2011 Praha) byla česká jazykovědkyně, specializující se na oblast kvantitativní lingvistiky. Byla nazývána „první dámou české lingvistiky“.

## Životopis
V roce 1940 maturovala na kutnohorském gymnáziu. Na Filozofickou fakultu přišla v roce 1945 po učitelské praxi na kutnohorských školách. Jejím oborem byla čeština a dějepis. Byla ovlivněna svým učitelem Vladimírem Šmilauerem, díky kterému vyšel v časopise Naše řeč její první článek. Článek se věnoval kvantitativní lingvistice a nesl název O frekvenci slov a tvarů v Čapkově románu Život a dílo skladatele Foltýna. Ve Výzkumném ústavu pedagogickém pomáhala se zpracováním frekvenčního slovníku češtiny. Slovník Frekvence slov, slovních druhů a tvarů v českém jazyce nakonec vyšel až v roce 1961.
Od roku 1956 byla výkonnou redaktorkou časopisu Slovo a slovesnost, kde setrvala do roku 1990. Spolu s pracovníky ÚJČ Antonínem Tejnorem, Františkem Danešem, Vlastou Strakovou a Josefem Filipcem se podílela na Slovníku slovanské lingvistické terminologie. Na základě práce kolektivu pracovníků Oddělení matematické a aplikované lingvistiky v ÚJČ vznikl pod jejím vedením Korpus věcného stylu (v roce 2007 zveřejněn v elektronické a označkované podobě jako Český akademický korpus v ÚFAL MFF UK) původně zpracovaný pomocí děrných štítků a obsahující 540 000 slov. Významný z hlediska teorie komunikace byl její překlad sborníku Teorie informace a jazykověda. Z hlediska kvantitativní lingvistiky v rámci ÚJČ spolupracovala na problematice sporného autorství Rukopisů královédvorského a zelenohorského.
Zároveň v roce 1956 začala pracovat v Ústavu pro jazyk český, kde pomáhala s přípravou 2. svazku Slovníku spisovného jazyka českého. Poté se v roce 1965 stala vedoucí Oddělení matematické a aplikované lingvistiky ÚJČ ČSAV. V této funkci setrvala do zániku tohoto oddělení, který nastal v polovině osmdesátých let. V roce 1990 odešla do důchodu.
Marie Těšitelová zemřela dne 30. října 2011 v Centru následné péče Clinicum v Praze-Vysočany.

## Dílo
- Frekvence slov, slovních druhů a tvarů v českém jazyce, 1961
- O morfologické homonymii v češtině, 1966.
- Pětijazyčný slovník z kvantitativní lingvistiky (spolu s Marií Königovou, Marií Ludvíkovou a Jiřím Krausem), 1970.
- Otázky lexikální statistiky, 1974.
- Využití statistických metod v gramatice, 1980.
- sborníky Linguistica I-XV:, 1982–1985.
- Frekvenční slovník současné české administrativy, 1980.
- Frekvenční slovník současné české publicistiky, 1980.
- Frekvenční slovník současné odborné češtiny, 1982.
- Frekvenční slovník češtiny věcného stylu, 1983.
- Kvantitativní charakteristiky současné češtiny (Marie Těšitelová a kolektiv), 1985.
- Retrográdní slovník současné češtiny (spolu s Janem Králíkem a Janem Petrem), 1986.
- O češtině v číslech, 1987.
- Kvantitativní lingvistika, 1987.